# Yusuke Omi
Yusuke Omi (近江 友介, Omi Yusuke, Tokio, 26 december 1946) is een Japans voormalig voetballer die als aanvaller speelde.

## Clubcarrière
In 1966 ging Omi naar de Hosei University, waar hij in het schoolteam voetbalde. Nadat hij in 1970 afstudeerde, ging Omi spelen voor Hitachi. Met deze club werd hij in 1972 kampioen van Japan. Omi veroverde er in 1972 de Beker van de keizer. In 5 jaar speelde hij er 49 competitiewedstrijden en scoorde 8 goals. Omi beëindigde zijn spelersloopbaan in 1974.

## Japans voetbalelftal
Yusuke Omi debuteerde in 1970 in het Japans nationaal elftal en speelde 5 interlands, waarin hij 1 keer scoorde.

## Statistieken
| Japans voetbalelftal | Japans voetbalelftal | Japans voetbalelftal |
| Jaar                 | Wed.                 | Dlp.                 |
| -------------------- | -------------------- | -------------------- |
| 1970                 | 5                    | 1                    |
| Totaal               | 5                    | 1                    |